# Thieles Reagenz
Thieles Reagenz bezeichnet eine Lösung von Natriumphosphinat, mit der sich Nachweisreaktionen von Selen durchführen lassen. Die Lösung des Natriumphosphinats lässt Selen aus selenat- und selenithaltigen Lösungen ausfallen.
Darüber hinaus wird in einigen Fällen Essigsäure, der eine kleine Menge konzentrierter Schwefelsäure zugesetzt wurde, als Thieles Reagenz bezeichnet. Diese kann für Acetylierungsreaktionen eingesetzt werden.
Thieles Reagenz ist nach dem deutschen Chemiker Johannes Thiele (1865–1918) benannt.